# 24/7 Shining
《24/7 Shining》是臺灣女子偶像團體AKB48 Team TP的第8張單曲。同名標題曲是AKB48 Team TP第二首原創歌曲，由劉曉晴擔任Center（中心成員）。

## 背景
《24/7 Shining》是AKB48 Team TP在2024年發行的第八張實體單曲，於2024年6月24日公佈單曲名稱與選拔成員。
本次主打歌曲《24/7 Shining》為AKB48 Team TP第二首原創歌曲。單曲選拔成員為12人編制。
7月19日，公布第8張單曲收錄曲《就是好喜歡》，由Unit Peek A Boo組長蔡亞恩擔任Center。
8月12日，第8張單曲於各大音樂串流平台上架，並於8月13-16日發佈單曲概念照。
8月17日，《24/7 Shining》於五周年紀念演唱會「Playlist ~ Request Hour Best 25 ~」初披露，並發佈《24/7 Shining》MV預告。
8月20日，第8張單曲《24/7 Shining》MV上架及實體單曲發行。

## 單曲版本
《24/7 Shining》實體僅發行一種版本，內含CD、DVD以及選拔組成員隨機成員生寫真一張，並包含「AKB48 Team TP 第八張單曲發售紀念握手會」握手券乙張及精美寫真歌詞本16頁。

## 收錄曲目
| CD   | CD               | CD       | CD                    | CD                    | CD     | CD   |
| 曲序 | 曲目             |          | 作曲                  | 编曲                  | 原曲   | 时长 |
| ---- | ---------------- | -------- | --------------------- | --------------------- | ------ | ---- |
| 1.   | 《24/7 Shining》 | Presto'C | BELL'O (旋律工房)     | no_my (旋律工房)      | 原創曲 | 4:37 |
| 2.   | 《就是好喜歡》   | Presto'C | Matt"U"ken (旋律工房) | Matt"U"ken (旋律工房) | 原創曲 | 3:42 |

## 選拔成員
成员的所属为单曲发行日的情况。

### 24/7 Shining
（中心成員：劉曉晴）
- Unit TIC TAC TOE正式生：劉曉晴、林于馨、潘姿怡、翁彤薫
- Unit Peek A Boo正式生：蔡亞恩、林易沄、蔡伊柔、董子瑄、宮田留佳
- Unit TIC TAC TOE研究生：黃奕霖、張少瞳、伊品

劉曉晴首次擔任Center。黃奕霖、張少瞳和伊品首次參與選拔。林易沄、蔡伊柔和董子瑄自《無根無據Rumor》相隔兩作回歸；上張單曲的選拔成員之中，除了已經畢業的林倢、劉語晴、邱品涵、李佳俐、冼迪琦、王逸嘉、高云珏和小山美玲之外，林亭莉和袁子筑均未進入本次選拔名單。

### 就是好喜歡
（中心成員：蔡亞恩）
- Unit TIC TAC TOE正式生：劉曉晴、林于馨
- Unit Peek A Boo正式生：蔡亞恩、蔡伊柔、宮田留佳